# Ojoceratops
Ojoceratops is een geslacht van plantenetende ornithischische dinosauriërs, behorend tot de groep van de Ceratopia, dat tijdens het late Krijt leefde in het gebied van het huidige Noord-Amerika.

## Naamgeving en vondst
De typesoort Ojoceratops fowleri is in 2010 benoemd en beschreven door Robert Sullivan en Spencer George Lucas. De geslachtsnaam verwijst naar Ojo Alamo en verbindt dit met een gelatiniseerd Grieks ceratops, "hoorngezicht", een gebruikelijk element in de namen van de Ceratopia. De soortaanduiding eert de amateurpaleontoloog Denver Fowler, de ontdekker van het holotype, en diens vader Warwick Fowler.
De fossielen van Ojoceratops zijn in New Mexico, in de Bisti/De-Na-Zin Wilderness, meer bepaaldelijk in de omgeving van de Four Corners, gevonden in lagen van de Ojo Alamo-formatie die volgens de beschrijvers ongeveer 69 miljoen jaar oud zijn en daarmee net tot het vroegste Maastrichtien zouden behoren; volgens sommigen is dit deel van de formatie ouder en stamt uit het late Campanien, anderen hebben een datering in het late Maastrichtien verdedigd of zelfs het Paleogeen. De eerste specimina werden in 1910 beschreven door Barnum Brown. Na verschillende vondsten uit het begin van de twintigste eeuw waarvan de stratificatie onzeker is en die gedeeltelijk zijn zoekgeraakt, kwam sinds 1977 een volgende reeks ontdekkingen aan het licht, voornamelijk bestaande uit talrijke kleinere schedelfragmeneten.
Het fossiel chasmosaurine materiaal op deze diepte in de formatie gevonden werd vroeger toegewezen aan een vroege soort van Torosaurus, een Torosaurus sp.  Volgens de beschrijvers klopt deze identificatie niet en ze hebben, na de vondst in 2005 bij de locatie Willow Wash in San Juan County van meer complete botten door Denver Fowler, waaronder een nekschild en een onderkaak, daarom een apart geslacht benoemd. Van fragmenten is ook de bovenkant van de snuit en de punt van de hoorn bekend. Het holotype is SMP VP-1865, een linkersquamosum, een bot dat de zijdelingse nekschildrand vormt. Drie clusters van fossielen vertegenwoordigen vermoedelijk drie individuen. Ook wat botten van de romp zijn bekend: een linkerschouderblad en een rib.

## Beschrijving
De schedel heeft een lengte van ongeveer 1,8 meter. De totale lengte van Ojoceratops is geschat op minstens vijf à zes meter; sommige fragmenten wijzen echter op een lengte van acht tot negen meter.
De beschrijvers hebben enkele onderscheidende kenmerken weten vast te stellen die allemaal betrekking hebben op de vorm van het squamosum: daarvan is de basis verbreed; de inkeping bij de otica is niet bochtvormig; het been is breed en gewelfd en vormt een hoek van 115° ter hoogte van het eerste episquamosale; onderaan is het vierkant afgesneden; de middenrand is hol; de zijrand is bol en maakt een hoek van 80°. Een andere unieke eigenschap, waarvan men echter niet zeker is of het geen artefact is van de conservering, is de aanwezigheid van ovale uithollingen op het wandbeen.
Het nekschild heeft een rechte bovenkant, net als bij Torosaurus, maar geen gaten in het wandbeen, net als bij Triceratops.

## Fylogenie
Ojoceratops is door de beschrijvers binnen de meer omvattende Ceratopidae in de Chasmosaurinae geplaatst. Hij zou nauw verwant zijn aan Triceratops en Torosaurus, indien de laatste een daarvan te onderscheiden soort is. 